# Clarno (Oregon)
Clarno az Amerikai Egyesült Államok északnyugati részén, Oregon állam Wasco megyéjében, az Oregon Route 218 mentén elhelyezkedő önkormányzat nélküli település.

## Története
Névadója Andrew Clarno telepes. Az 1894 és 1949 között működő posta az akkori Gilliam megye területén nyílt meg. Andrew Clarno fia, Charles Carno a The John Day Queen gőzhajóval a John Day folyón kompot üzemeltetett; a híd elkészülte után a hajót a Columbia folyón át Portlandig úsztatta volna, azonban a jármű elszabadult, és a szikláknak ütközött. A kimentett szikrafogót Fossil város múzeumának adományozták.

## Vadvízi evezés
A John Day folyó clarnói szakaszát a nemzetközi sodrásskála harmadik nehézségi fokába sorolták.

## Fordítás
- Ez a szócikk részben vagy egészben  a   Clarno, Oregon című angol Wikipédia-szócikk ezen változatának fordításán alapul.  Az eredeti cikk szerkesztőit annak laptörténete sorolja fel. Ez a jelzés csupán a megfogalmazás eredetét és a szerzői jogokat jelzi, nem szolgál a cikkben szereplő információk forrásmegjelöléseként.